# 2 Puerto Ricans, a Blackman and a Dominican
2 Puerto Ricans, a Blackman and a Dominican là một nhóm nhạc house tồn tại trong thời gian ngắn bao gồm David Morales và Robert Clivillés (người Puerto Rico), David Cole (người da đen), và Chep Nuñez (người Dominica).  Năm 1987, nhóm nhạc đạt được thành công vang dội trong các câu lạc bộ khiêu vũ với bài hát đầu tay, "Do It Rightly", bản phát hành duy nhất dưới nhãn đĩa Grooveline Records. Bài hát được lấy cảm hứng từ dàn DJ của Cole và Bruce Forest tại câu lạc bộ Better Days ở New York. Cole. Clivillés và Morales đều biểu diễn trong câu lạc bộ Better Days (Clivillés và Morales với vai trò DJ và Cole với vai trò keyboard) vào cuối những năm 1980. Đĩa đơn được phát hành tại Vương quốc Anh dưới hãng thu âm London; lọt vào bảng xếp hạng đĩa đơn của Vương quốc Anh vào ngày 13 tháng 6 năm 1987, và đạt đến đỉnh cao là vị trí 47, giữ nguyên trong bảng xếp hạng trong 4 tuần. Clivillés và Cole đã thu âm vào năm 1988 một phần tiếp theo có tên là "So Many Ways (Do It Right Part II)" với Brat Pack, do Vendetta/A&M Records phát hành. "Do It Right" được cover lại bởi giọng ca Deborah Cooper, người đã làm việc với C + C, vào năm 1999.ref>The Collaboration, The, Discogs</ref>
Năm 1989, 2 Puerto Ricans, a Blackman and a Dominican đã phát hành một đĩa đơn tên là "Scandalous" dưới nhãn đĩa Capitol Records ở Hoa Kỳ và Syncopate (một nhãn hiệu của EMI) ở Anh.
Sau đó vào năm 1989, Clivillés và Cole thành lập C + C Music Factory, David Morales có sự nghiệp solo thành công trong những năm 1990, Chep Nuñez qua đời năm 1990. David Cole mất năm 1995.